# Гробник (митолошки)
 Гробник (митолошко значење),  преминули човјек који је за живота био велики грешник. Народни обичај тумачи да гробник ноћу устаје из гроба, претвара се у неку животињу, пакости људима, па се опет враћа у свој гроб. Ако је прије његове смрти жена затрудњела, родиће вампирче. Једино такво дијете – вампирче, може да убије гробника.

## Етимологија
Гробник потиче од ријечи гроб која је највјероватније ријеч санскритског  поријекла Гхроб што значи копање рупе или јаме. У српски језик се пренијела преко старословенске ријечи са коријеном греб од глагола грепсти – копати.

## Значење
Човјек јесте митолошко биће.  Када се не може одбранити, брани се сујевјерјем  и митовима па  успоставља и именује кривца за недаће које му се дешавају, то је у овом случају „грешан“ човјек-гробник, а онда изналази и спас, у овом случају то је зачето, па рођено гробниково дијете. „Само оно може убити гробника“ -